# Traginer
Un traginer és una persona que treballa transportant mercaderies, usant bèsties de càrrega com el cavall, el ruc, la mula o el bou. Durant molts anys feren possible l'intercanvi tant de mercaderies com d'informació entre masos, pobles i ciutats.

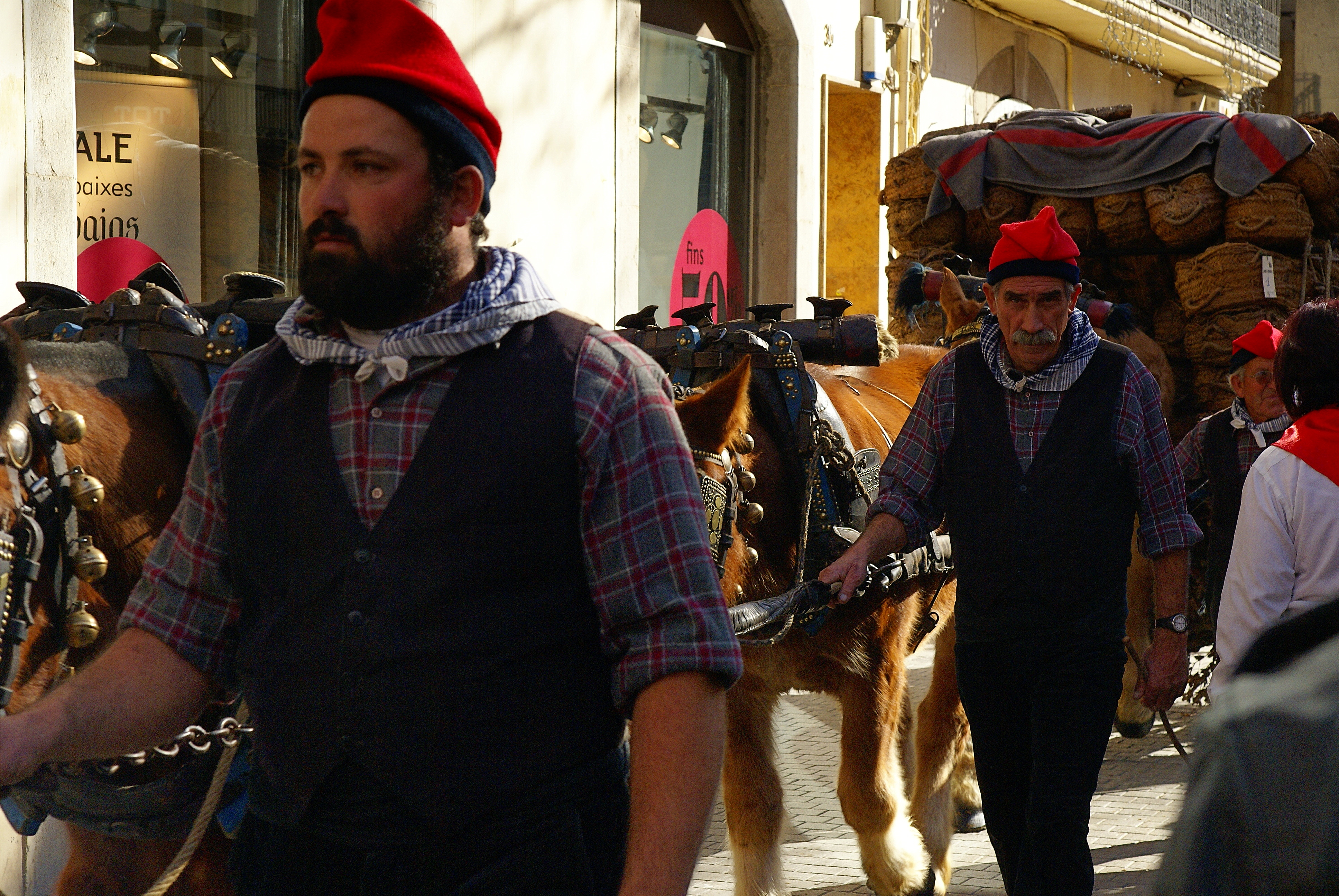
Traginers amb barretina

## Història
Ja a la Catalunya Vella existia tota una xarxa de fires on circulaven traginers de tota mena que intercanviaven productes del nord d'Europa per productes de terres musulmanes (de l'Àndalus). Han existit diversos tipus de traginers. El traginer de garrot era el que portava les mercaderies a l'esquena de l'animal. El traginer de mar o de ribera era el que recollia la càrrega arribada per mar i la portava cap a les cases dels comerciants. El traginer de carrera era el que transportava mercaderies a pobles molt allunyats del punt de partida.
Als països catalans han existit múltiples confraries i col·legis de traginers. A Barcelona el 1459 els foren concedides ordinacions conjuntes amb els llauradors i hortolans. Hi hagué confraries de traginers a València, i el segle xiv a Mallorca i a Manresa. A Mataró es desenvolupà una confraria de traginers i carreters el segle xviii. A Berga els traginers eren inclosos dins la confraria de sant Eloi, amb ferrers i fusters. També hi hagué una confraria de traginers a Vic i Alacant. A Igualada, el 1822 es fundà l'Antic Gremi de Traginers d'Igualada, mirall de les confraries de l'Antic Règim.
A Mallorca, els traginers estaven constituïts en dos col·legis professionals: el dels traginers d'oli i el dels traginers ordinaris, dits «traginers de garrot». El col·legi dels traginers de garrot està documentat del segle xiv, i les primeres ordinacions conegudes són de 1496. El seu patró era sant Antoni de Pàdua, que veneraven a l'Església de Sant Antoniet de la Porta, a la plaça de la Porta de Sant Antoni. D'altra banda, vora la Porta del Moll, els traginers tenien una parada de cavalls amb les seves carretes per esperar que hom requerís els seus serveis. L'escut del col·legi consistia en un cavall estirant una carreta amb una bota. Per la seva banda, els traginers d'oli eren els que s'encarregaven de transportar l'oli comprat al banc de l'oli, i formaven un col·legi propi, diferent del dels mesuradors d'oli, i documentat de 1648.

### Actualitat
Avui en dia participen en les festes dels Tres Tombs, en honor de Sant Antoni Abat, patró habitual dels traginers. A Igualada hi ha el Museu del Traginer - Col·lecció Antoni Ros, on s'exposen carros, carruatges, selles, guarniments, eines i utensilis d'aquest ofici.
Actualment, en la Festa dels Traginers de Balsareny es pot veure una mostra dels animals i el material que es feia servir en aquest ofici
En diversos països americans, especialment a Colòmbia, s'usa la paraula arriero per designar la persona que usa la mula per transportar cafè, o altres mercaderies. El personatge fictici Juan Valdez n'és un exemple des de 1969.

## Un traginer català al Canadà?

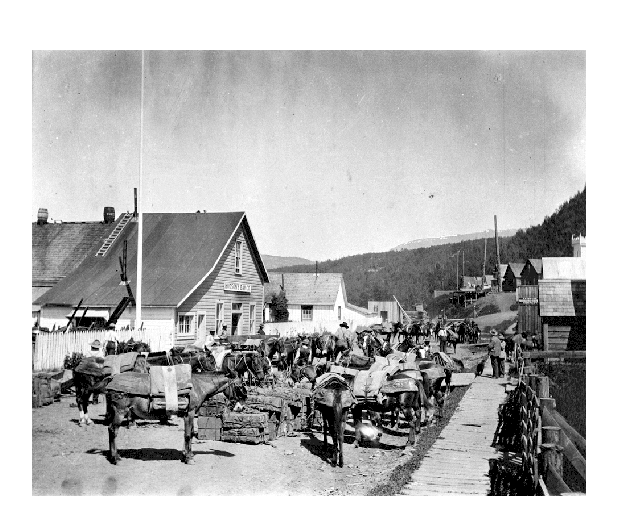
Rècula de mules del traginer Cataline a Hazelton, Colúmbia Britànica. (1911)

L'anomenat Jean Caux o Jean-Jacques Caux, àlies "Cataline", fou un traginer llegendari en terres de la Colúmbia Britànica. Els primers anys de la seva biografia són misteriosos. No ha estat demostrat el seu lloc de naixement, "oficialment" situat a Auloron Santa Maria (Aquitània). La qüestió és que el seu renom "Cataline" (interpretat com a Catalan) suggereix un origen català del traginer més important del Canadà. Durant més de cinquanta anys d'activitat, la sola càrrega que no va lliurar puntualment fou un formatge pudent que el seu capmestre va llençar al riu per error, pensant-se que era podrit.